# Gryfice
Gryfice (deutsch Greifenberg in Pommern, früher Greiffenberg; niederdeutsch Griphenberg (Griphenberch), Griepenbarg) ist eine Stadt in der polnischen Woiwodschaft Westpommern. Sie ist Kreisstadt des Powiats Gryficki und Sitz einer Stadt- und Landgemeinde.

## Geographische Lage
Die Stadt liegt in Hinterpommern am Fluss Rega, etwa 48 Kilometer südwestlich von Kołobrzeg (Kolberg) und 90 Kilometer nordöstlich von Stettin. Die Ostseeküste ist 28 Kilometer entfernt.

## Geschichte

Greifenberg auf der Lubinschen Karte von 1618.

In der Mitte des 13. Jahrhunderts herrschten in Pommern die Greifenherzöge Barnim I. und Wartislaw III. Sie riefen zur Stärkung ihres Herrschaftsgebiets Deutsche ins Land, Barnim siedelte vornehmlich Deutsche in den östlichen Gebieten an, während Wartislaw in dem von ihm beherrschten westlichen Bereich holländische und dänische Siedler anwarb. Beide Herzöge wetteiferten ab 1234 mit der Gründung von Städten. Zu Wartislaws Stadtgründungen gehören unter anderem Greifswald, Demmin und Kolberg. Erst zwei Jahre vor seinem Tod stellte er 1262 eine Stadtgründungsurkunde nach lübischem Recht für eine am Mittellauf des Flusses Rega gelegene Siedlung aus, der er 100 Hufen Land überließ. Der künftige Statthalter Jakob von Trebetow bekam davon 20 Hufen und den Auftrag, die Stadtgründung voranzutreiben. Dies alles geschah, ohne dass für die zukünftige Stadt ein Name festgelegt wurde. Erst nach dem Tode von Wartislaw verlieh dessen Erbe Barnim I. der Stadt den Namen Griphenberch.

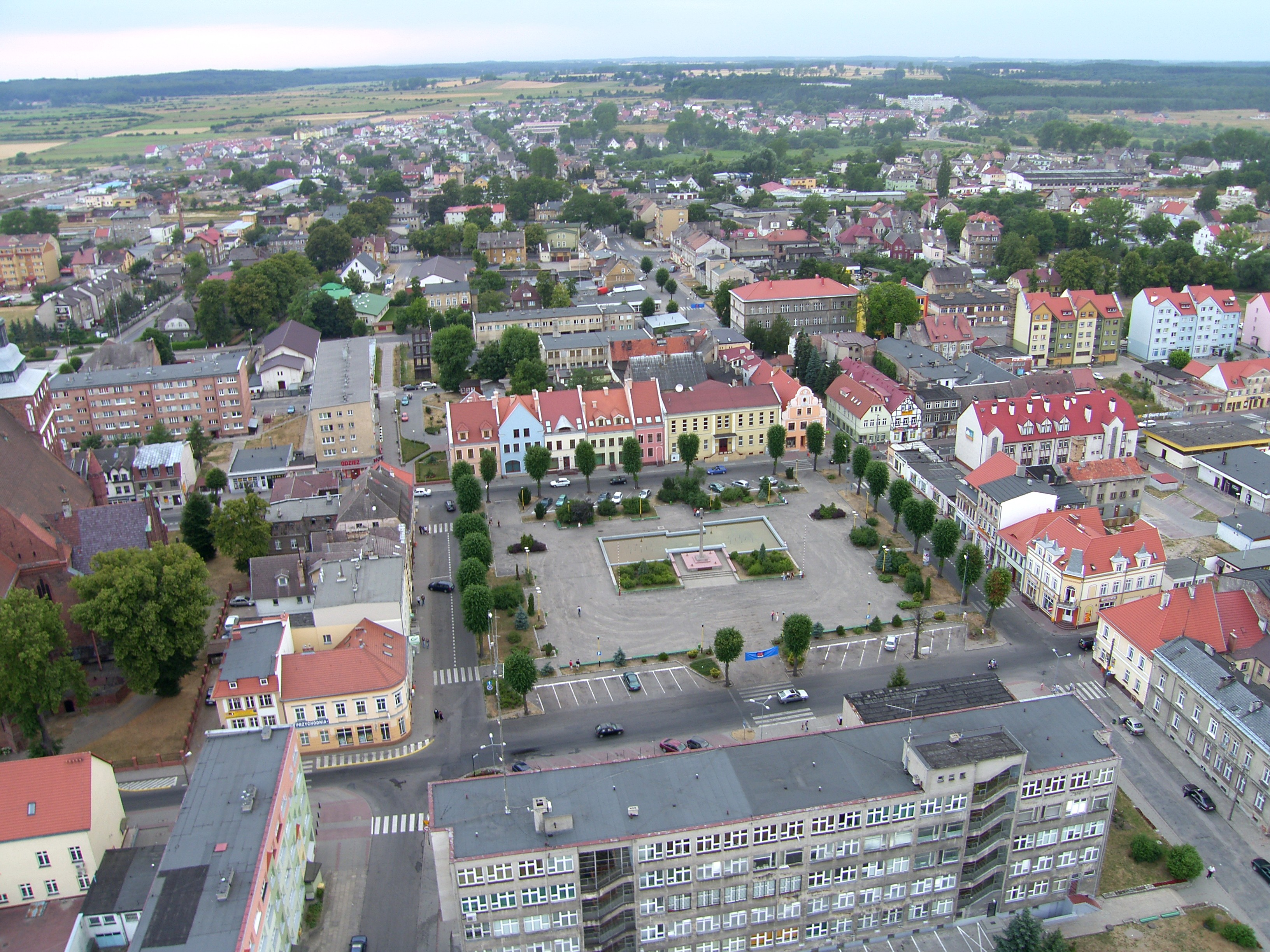
Gryfice von oben

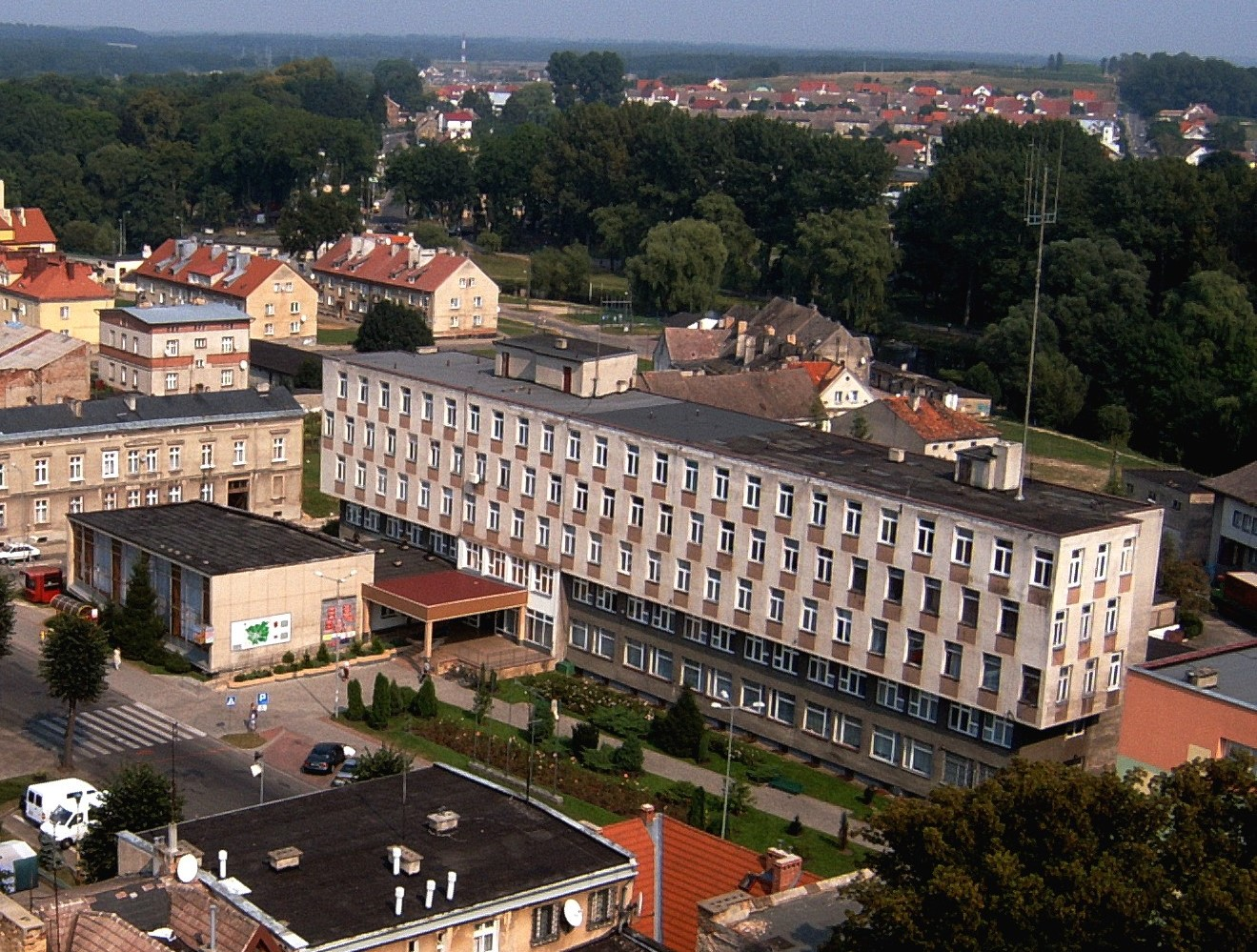
Gebäude der Stadt- und Kreisverwaltung Gryfice

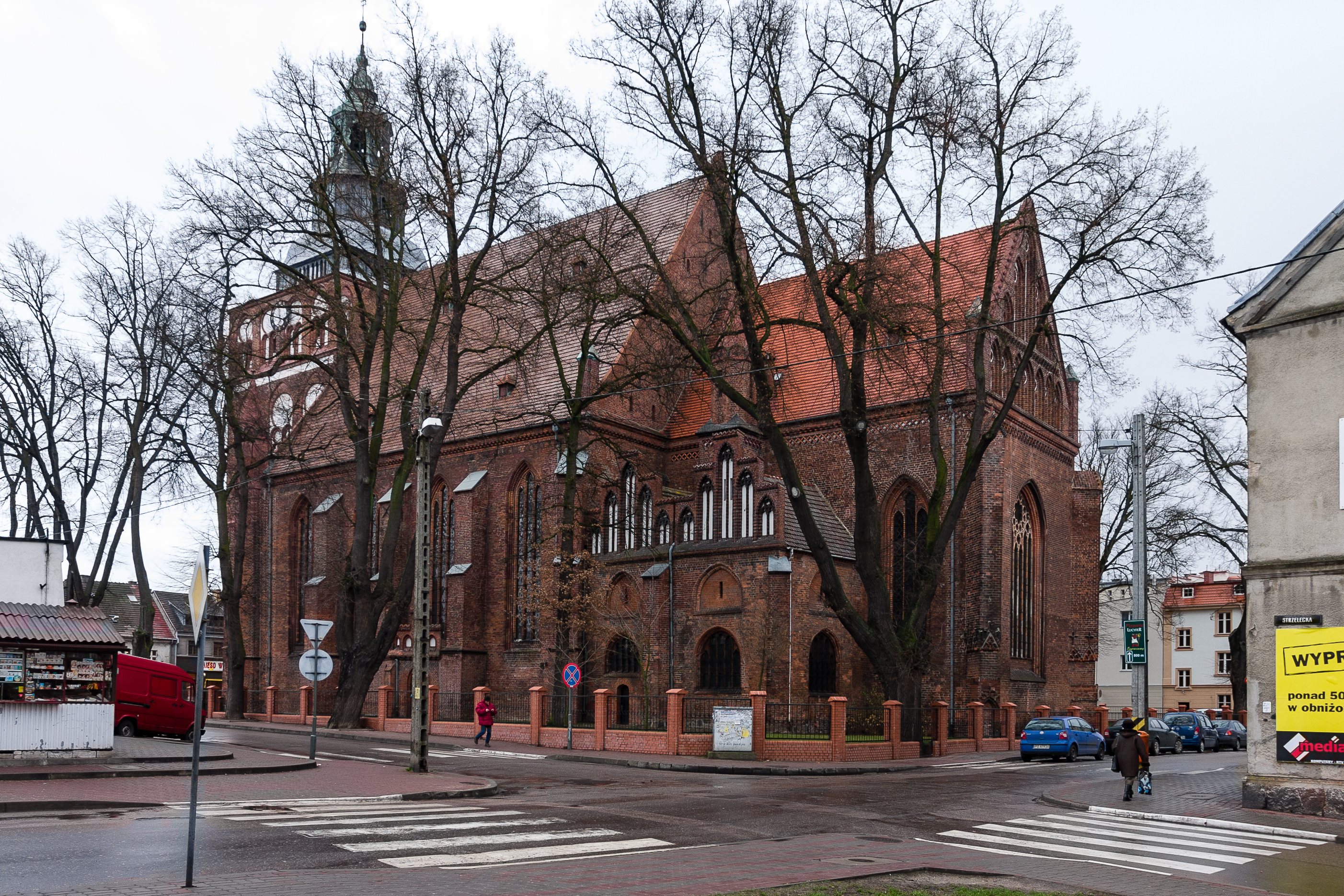
St.-Mariä-Himmelfahrt-Kirche

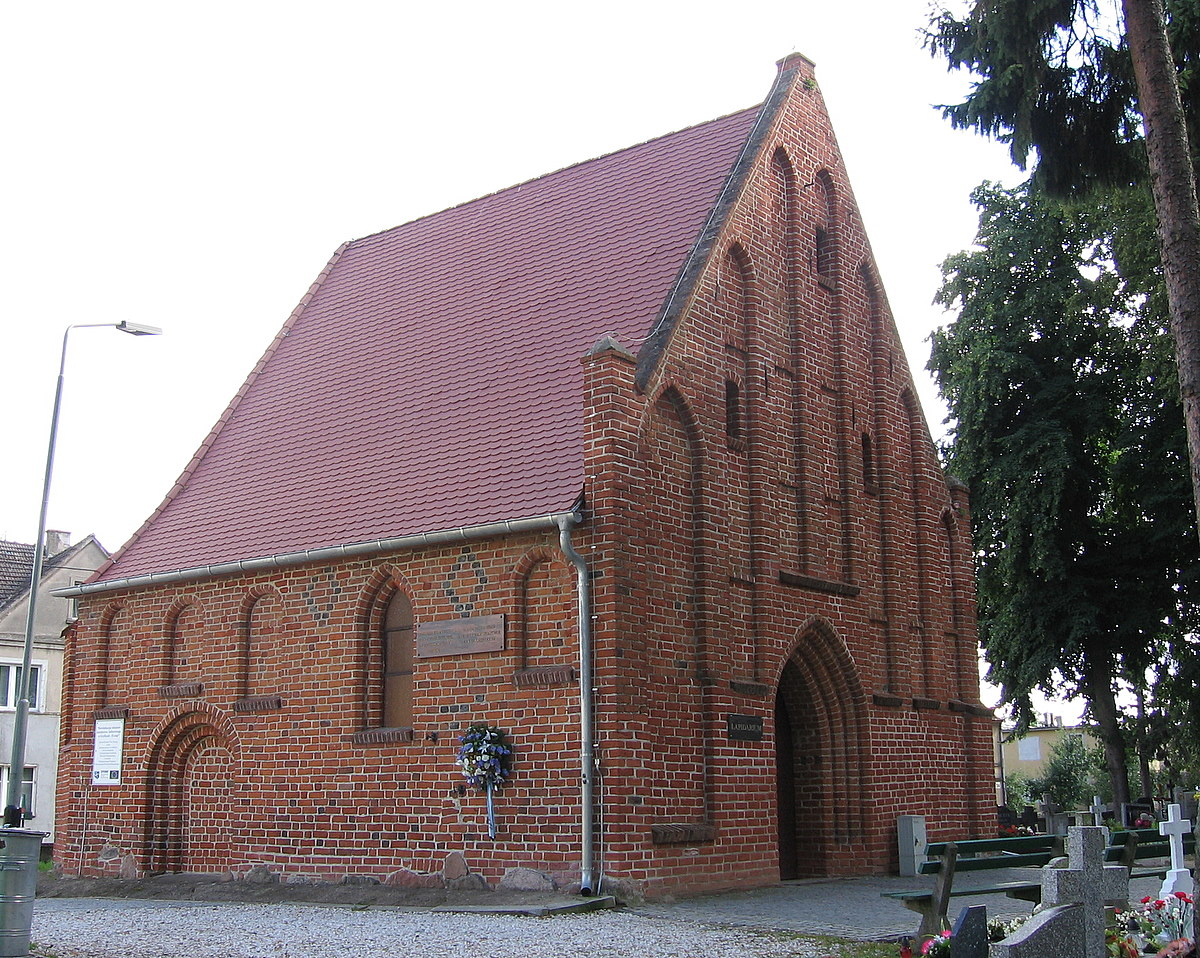
St.-Georgs-Kapelle

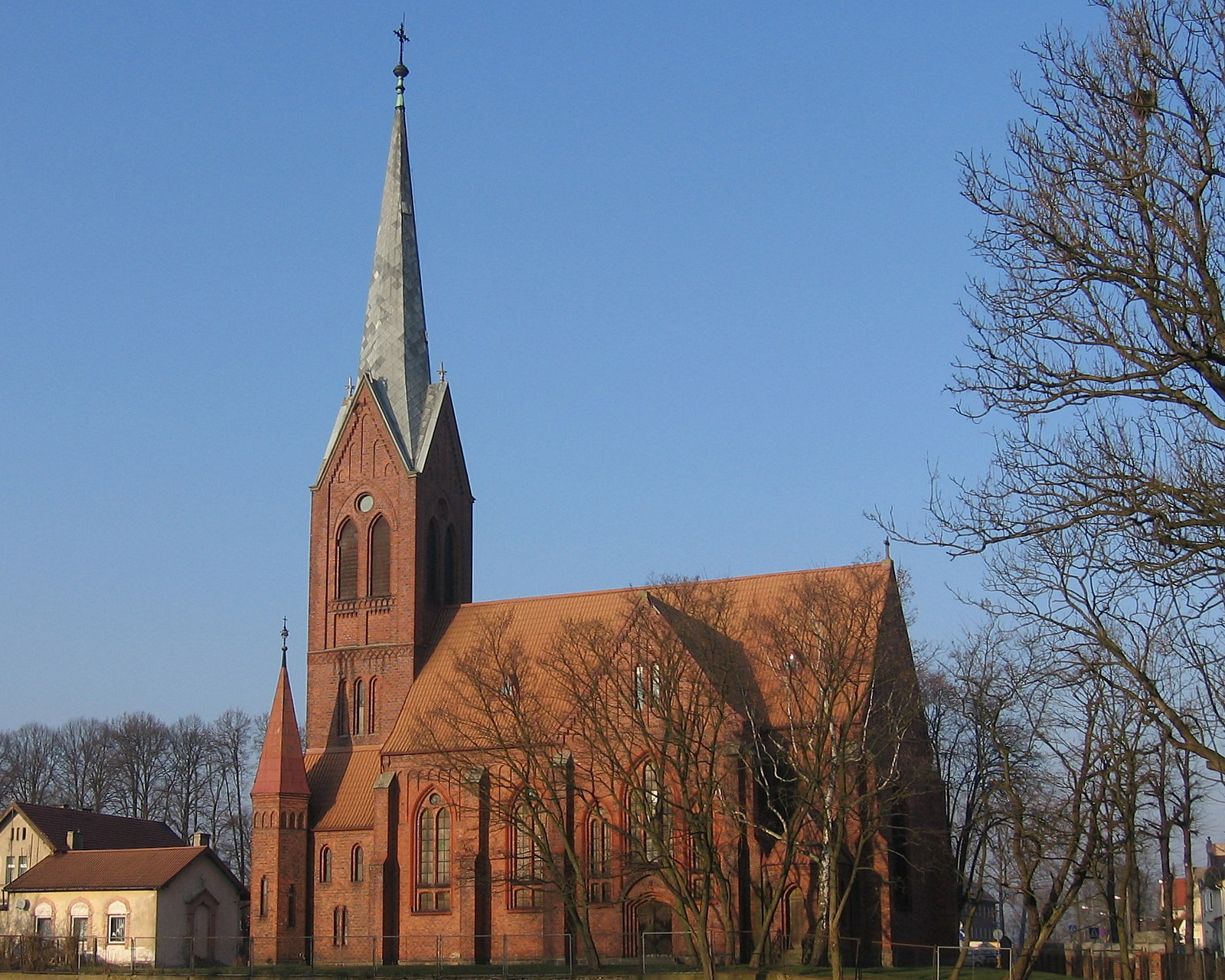
Orthodoxe vormals Altlutherische St.-Johannes-Kirche

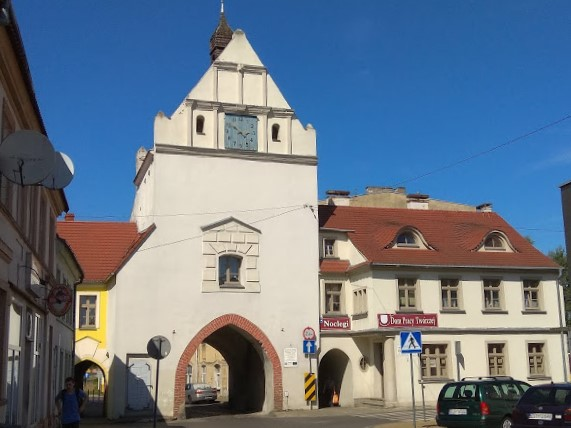
Steintor

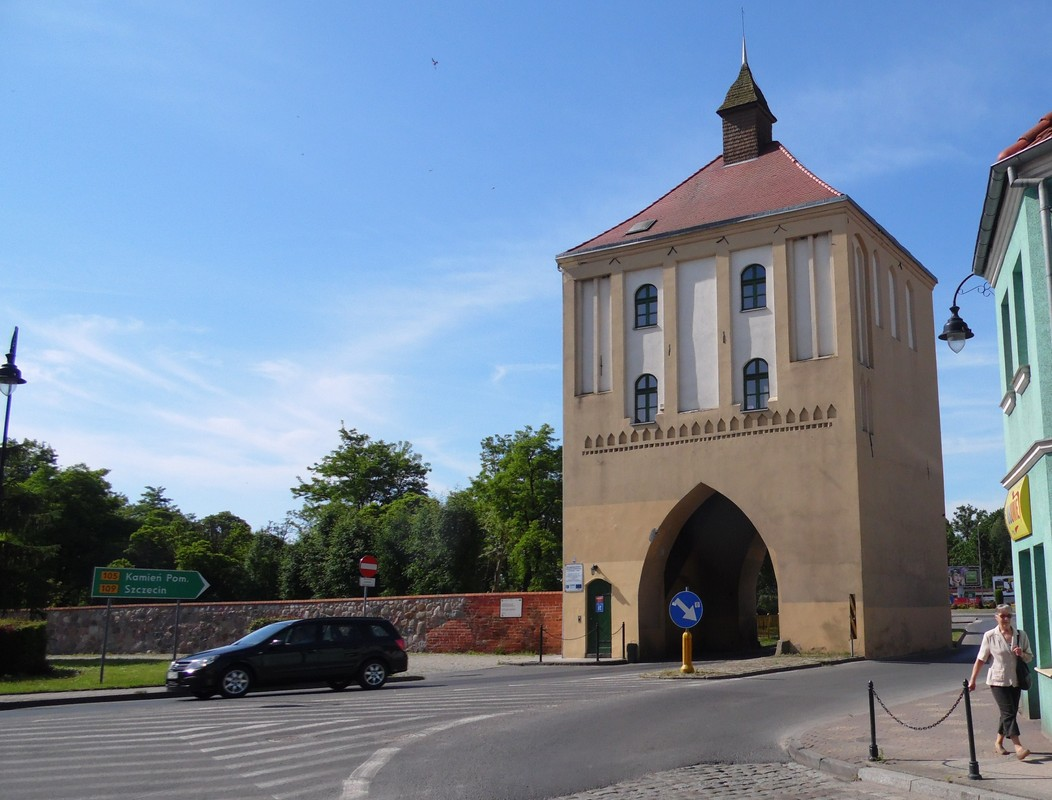
Hohes Tor

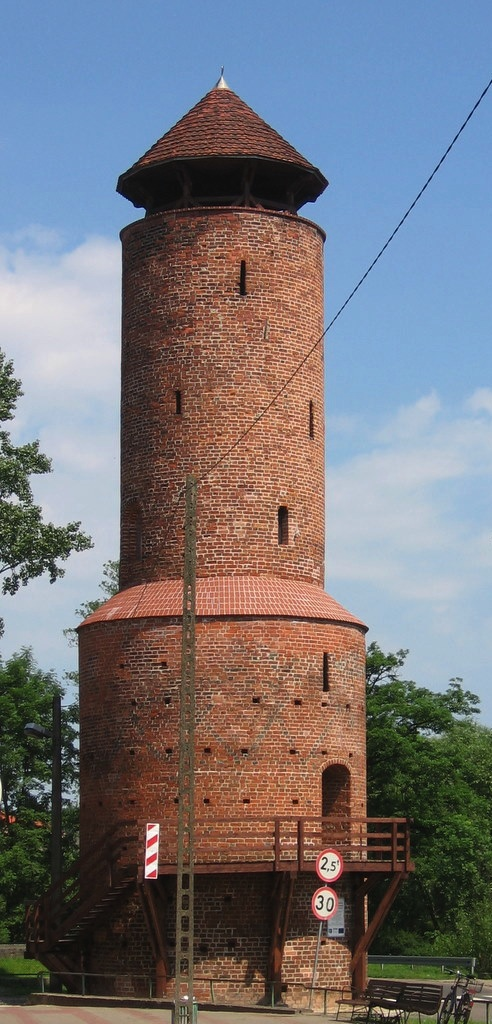
Pulverturm

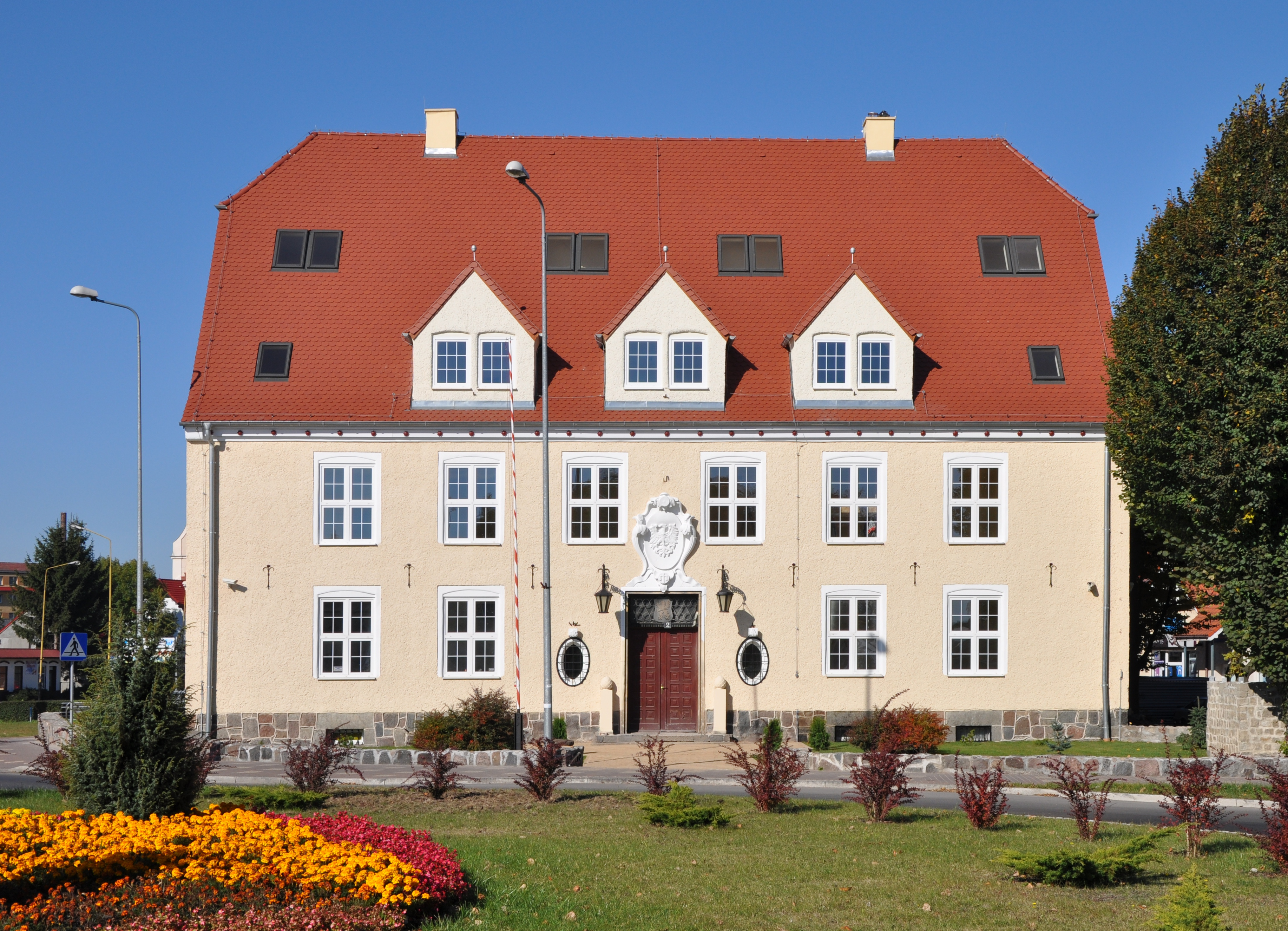
Gerichtsgebäude

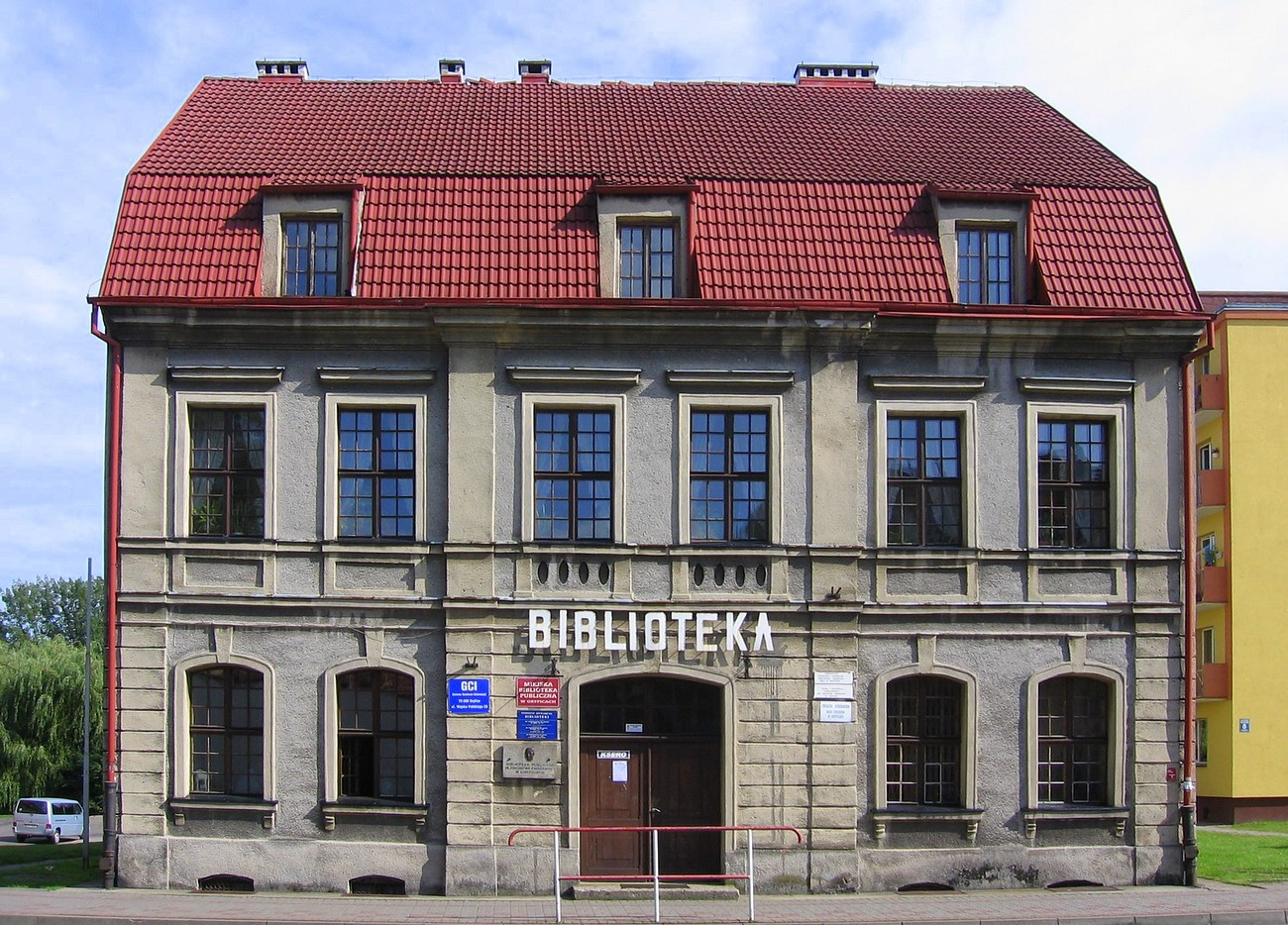
Bibliothek

Nach der Verleihung des Rechts der freien Schifffahrt auf der Rega gelangte die Stadt schnell zu Wohlstand. Der Handel blühte weiter auf, nachdem 1365 der Beitritt zur Hanse erfolgte. Greifenberg umgab sich mit einer Stadtmauer, durchbrochen von drei Toren, von denen das Hohe und das Steintor noch heute erhalten sind. Ende des 13. Jahrhunderts wurde mit dem Bau der dreischiffigen Backsteinkirche St. Marien begonnen. In einer Urkunde aus dem Jahr 1386 wird eine Lateinschule in Greifenberg erwähnt, die zu den ältesten in Pommern gezählt wird. Im 15. Jahrhundert gab es mehrfach Streitigkeiten mit dem nördlich gelegenen Treptow, das versuchte, von den auf der Rega fahrenden Greifenberger Schiffen Zoll einzufordern. Der Konflikt eskalierte, als Treptow 1449 versuchte, den Fluss für alle aus Süden kommenden Schiffe zu sperren.
1658 brach ein verheerender Stadtbrand aus, dem auch die Marienkirche zum Opfer fiel. Ihr Wiederaufbau dauerte zehn Jahre. Zu dieser Zeit befand sich Greifenberg im Ergebnis des Westfälischen Friedens bereits unter der Herrschaft Brandenburgs und war verwaltungsmäßig in den Greifenberger Kreis eingegliedert worden. Während des 18. Jahrhunderts dehnte sich die Stadt durch die Errichtung der Camminer und Triglaffer Vorstadt aus, und es kam zu Umschichtungen der Erwerbsquellen. War bisher der Seehandel dominant gewesen, wurde er allmählich durch die Leinenweberei verdrängt, mit der die Stadt sich später einen guten Namen machte.
Mit der preußischen Verwaltungsreform von 1818 wurde Greifenberg Kreisstadt des Landkreises Greifenberg. Im Rahmen einer Stadterweiterung entstand die Greifenberger Neustadt. Zu dieser Zeit lebten etwa 5000 Menschen in der Stadt. 1852 erhielt die Stadt ein Gymnasium, das Friedrich-Wilhelms-Gymnasium. 1882 erfolgte der Anschluss an die Bahnlinie Altdamm – (Kolberg, und am 1. Juli 1896 wurde die Greifenberger Kleinbahn, eine Schmalspurbahn, eröffnet. Dadurch mit bedingt siedelten sich neue Industriebetriebe wie Zucker-, Ofen- und Tonwarenfabriken an. Um 1900 hatte Greifenberg zwei evangelische Kirchen (darunter die Marienkirche aus dem 13. Jahrhundert), eine Synagoge, ein Gymnasium, eine Unteroffiziersschule und war Sitz eines Amtsgerichts.
Als am Ende des Zweiten Weltkrieges die sowjetischen Truppen die Stadt eroberten, fiel die Innenstadt einem Großbrand zum Opfer, und am Ende der Kampfhandlungen war Greifenberg zu etwa 40 Prozent zerstört. Die Stadt wurde nach Kriegsende unter polnische Verwaltung gestellt, und es begann die Zuwanderung von Polen und Ukrainern, die vorwiegend aus Gebieten östlich der Curzon-Linie kamen. Die verbliebenen deutschen Bürger wurden aus ihren Häusern gedrängt, und es begann ihre Vertreibung, die 1946 abgeschlossen war. Die Stadt Greifenberg wurde in Gryfice umbenannt.

### Demographie
| Jahr | Einwohnerzahl | Anmerkungen                                                                                  |
| ---- | ------------- | -------------------------------------------------------------------------------------------- |
| 1740 | 1724          | [ 4 ]                                                                                        |
| 1791 | 2016          | davon 19 Juden                                                                               |
| 1822 | 2890          | [ 4 ]                                                                                        |
| 1867 | 5854          | am 3. Dezember                                                                               |
| 1871 | 5619          | am 1. Dezember, davon 5474 Evangelische, 16 Katholiken, vier sonstige Christen und 125 Juden |
| 1875 | 5631          | [ 7 ]                                                                                        |
| 1880 | 5860          | [ 7 ]                                                                                        |
| 1890 | 5293          | davon 21 Katholiken und 135 Juden                                                            |
| 1900 | 6477          | [ 3 ]                                                                                        |
| 1925 | 8397          | [ 7 ]                                                                                        |
| 1933 | 9324          | [ 7 ]                                                                                        |
| 1939 | 10.426        | davon 9705 Evangelische, 242 Katholiken, 224 sonstige Christen und 16 Juden                  |
| 1971 | ca. 13.000    | [ 8 ]                                                                                        |
| 2005 | ca. 16.900    | [ 9 ]                                                                                        |

## Museen und Sehenswürdigkeiten

### Sakralgebäude
- Die katholische St.-Marien-Kirche wurde Ende des 13. Jahrhunderts im Stil der Backsteingotik errichtet und in der Folgezeit mehrmals umgebaut. Der Turm mit welscher Haube stammt aus dem 15. Jahrhundert.
- Die St.-Georgs-Kapelle wurde um 1500 im backsteingotischen Stil als Krankenhauskapelle erbaut und wird heute als Friedhofskapelle genutzt.
- Die seit 1954 orthodoxe Kirche der Heiligen Mutter Gottes wurde von 1911 bis 1913 im neugotischen Stil als St.-Johannes-Kirche für die Evangelisch-Lutherische Kirche in Preußen erbaut.

### Stadtbefestigung
Von der mittelalterlichen Stadtmauer aus dem 13./14. Jahrhundert sind Fragmente mit dem Hohen Tor, dem Steintor und dem Pulverturm erhalten.

### Museen
Das beim Bahnhof gelegene Schmalspurbahnmuseum Gryfice zeigt Ausstellungsstücke zur Geschichte der Kleinbahnen in Pommern.

## Städtepartnerschaften
- Gryfów Śląski (Polen)
- Güstrow (Deutschland, Mecklenburg-Vorpommern)
- Meldorf (Deutschland, Schleswig-Holstein)[10]

## Persönlichkeiten

### Söhne und Töchter der Stadt
- Johann Boldewan (1485–1533), deutscher evangelischer Theologe der Reformationszeit
- August von Hanow (1591–1661), deutscher Offizier, zuletzt Oberst in kursächsischen Diensten und Oberhauptmann in Thüringen
- David Christiani (1610–1688), deutscher lutherischer Theologe, Philologe und Mathematiker
- Johann Möller (1623–1680), deutscher Dichter, Jurist und Bürgermeister von Greifenberg
- Matthias Möller (1658–1705), Bürgermeister von Greifenberg
- Friedrich von Dreger (1699–1750), deutscher Jurist und Geschichtsforscher
- Christian Gottlieb Georg von Zschock (1737–1809), preußischer Generalmajor und Kommandeur des Infanterieregiments „von Manstein“
- Georg Karl Philipp von Struensee (1774–1833), preußischer Verwaltungsbeamter, Polizeipräsident in Köln
- Karl Wilhelm Gottlob Kastner (1783–1857), deutscher Chemiker und Hochschullehrer
- Heinrich Schmückert (1790–1862), deutscher Postbeamter, Generalpostdirektor des Königreichs Preußen
- Gustav von Struensee (1803–1875), Romanschriftsteller (Pseudonym Gustav vom See)
- Wilhelm Francke (1812–1878), deutscher Kaufmann, Rittergutsbesitzer und Reichstagsabgeordneter
- Hermann von der Marwitz (1814–1885), deutscher Rittergutsbesitzer und Landrat des Kreises Greifenberg i. Pom.
- Albert Wangerin (1844–1933), deutscher Mathematiker
- Franz Strauch (1846–1928), deutscher Marineoffizier, zuletzt Konteradmiral, und Geschäftsführender Vizepräsident der Deutschen Kolonialgesellschaft
- Conrad Pochhammer (1873–1932), deutscher Mediziner, preußischer Generaloberstabsarzt
- Gerhard Lüdtke (1875–1944), deutscher Philologe, Lexikograf und Redakteur
- Fritz Wilke (1879–1957), deutscher evangelischer Theologe, Professor in Wien
- Hans von Normann (1880–1918), deutscher Jurist, Landrat des Kreises Regenwalde
- Emil Jahn (1886–?), deutscher Politiker (SPD)
- Otto Kuphal (1890–1946), deutscher Politiker (SPD), Oberbürgermeister der Hansestadt Rostock (1945–1946)
- Moritz Seeler (1896–1942), deutscher Regisseur, Holocaust-Opfer
- Ehrengard Schramm (1900–1985), deutsche Politikerin (SPD)
- Walter Ohm (1915–1997), deutscher Hörspiel- und Theaterregisseur
- Wolfgang Lindow (1932–2020), deutscher Germanist und Volkskundler
- Johann Gottlob von Wrochem (1938–2020), deutscher Pianist und Komponist
- Ernst-Peter Rabenhorst (* 1940), deutscher Diplomat, ehemaliger Botschafter der DDR in der VDR Jemen
- Krzysztof Linkowski (* 1949), polnischer Mittelstreckenläufer
- Bartosz Nowicki (* 1984), polnischer Mittelstreckenläufer
- Cezary Tomczyk (* 1984), polnischer Politiker (Bürgerplattform)
- Grzegorz Krychowiak (* 1990), polnischer Fußballspieler

### Persönlichkeiten, die in der Stadt gewirkt haben
- Margarete Lucia von Manteuffel (1651–1726), Stifterin des Osten-Manteuffelschen Stipendiums zu Greifenberg
- Friedrich George Born (1757–1807), deutscher Jurist, Erster Bürgermeister von Greifenberg und städtischer Landrat von 1791 bis 1807
- Walter Goehtz (1878–1946), deutscher Verwaltungsbeamter, Bürgermeister von Greifenberg von 1911 bis 1935

## Gmina Gryfice

### Allgemeines
Die Stadt- und Landgemeinde Gryfice umfasst eine Fläche von 261,30 km² und nimmt damit 25,7 % der Fläche des Powiat Gryficki (Kreis Greifenberg) ein. Mit mehr als 23.500 Einwohnern ist sie die zwölftgrößte Gemeinde in der – 114 Gemeinden umfassenden – Woiwodschaft Westpommern.
Das gesamte Gemeindegebiet wird von der Rega (Rega) in Süd-Nord-Richtung durchzogen, die hier zahlreiche Nebenflüsse (u. a. Mołstowa (Molstow), Lubieszowa (Lübsow-Bach), Gardominka (Kardeminer Bach)) aufnimmt.
Nachbargemeinden sind:
- Brojce (Broitz), Karnice (Karnitz), Płoty (Plathe) und Trzebiatów (Treptow a.d. Rega) im Powiat Gryficki,
- Golczewo (Gülzow) und Świerzno (Schwirsen) im Powiat Kamieński (Kreis Cammin).

### Gemeindegliederung
Zur Gmina Gryfice gehören 51 Ortschaften, die in die Stadt Gryfice sowie in 31 Ortsteile untergliedert sind:
| - Barkowo (Barckow) - Baszewice (Batzwitz) - Borzęcin (Borntin) - Dobrzyn (Annashof) - Dziadowo (Dadow) - Górzyca (Görke a.d. Rega) - Grądy (Grandshagen) - Jasiel (Jatzel) - Kołomąć (Koldemanz) - Kukań (Kukahn) - Łopianów (Loppnow) - Lubieszewo (Lübsow) - Niedźwiedziska (Medewitz) - Otok (Woedtke) - Ościęcin (Woistenthin) - Prusinowo (Rütznow) | - Przybiernówko (Deutsch Pribbernow) - Rotnowo (Rottnow) - Rybokarty (Ribbekardt) - Rzęskowo (Rensekow) - Sikory (Zicker) - Skalin (Schellin) - Smolęcin (Schmalentin) - Stawno (Gründemannshof) - Świeszewo (Schwessow) - Trzygłów (Trieglaff) - Waniorowo (Vahnerow) - Wilczkowo (Völschenhagen) - Witno (Wittenfelde) - Zaleszczyce (Stuthof) - Zielin (Sellin) |

Übrige Ortschaften:
- Borzyszewo (Friedrichswill), Brodniki (Gramhusen), Grębocin (Adolfshof), Grochów (Gruchow), Jabłonowo, Kowalewo, Krakowice (Karlshoff), Lubin (Lebbin), Lubków (Sprengelberg), Mierzyn (Heinrichshof), Niekładź (Neklatz), Podłęcze (Rüchelsruh), Popiele (Chausseehaus), Raduń (Radduhn), Rzęsin (Rensin), Skowrony (Lerche), Sokołów (Dankelmannshof), Wołczyno (Völzin), Zacisze (Ruhleben) und Zagórcze (Eleonorenhof)

### Freizeitangebote
Im Powiat Gryficki befinden sich einige populäre Badeorte, darunter Pobierowo (Poberow), Rewal (Rewahl), Niechorze (Seebad Horst) und Mrzeżyno (Deep).

### Verkehr

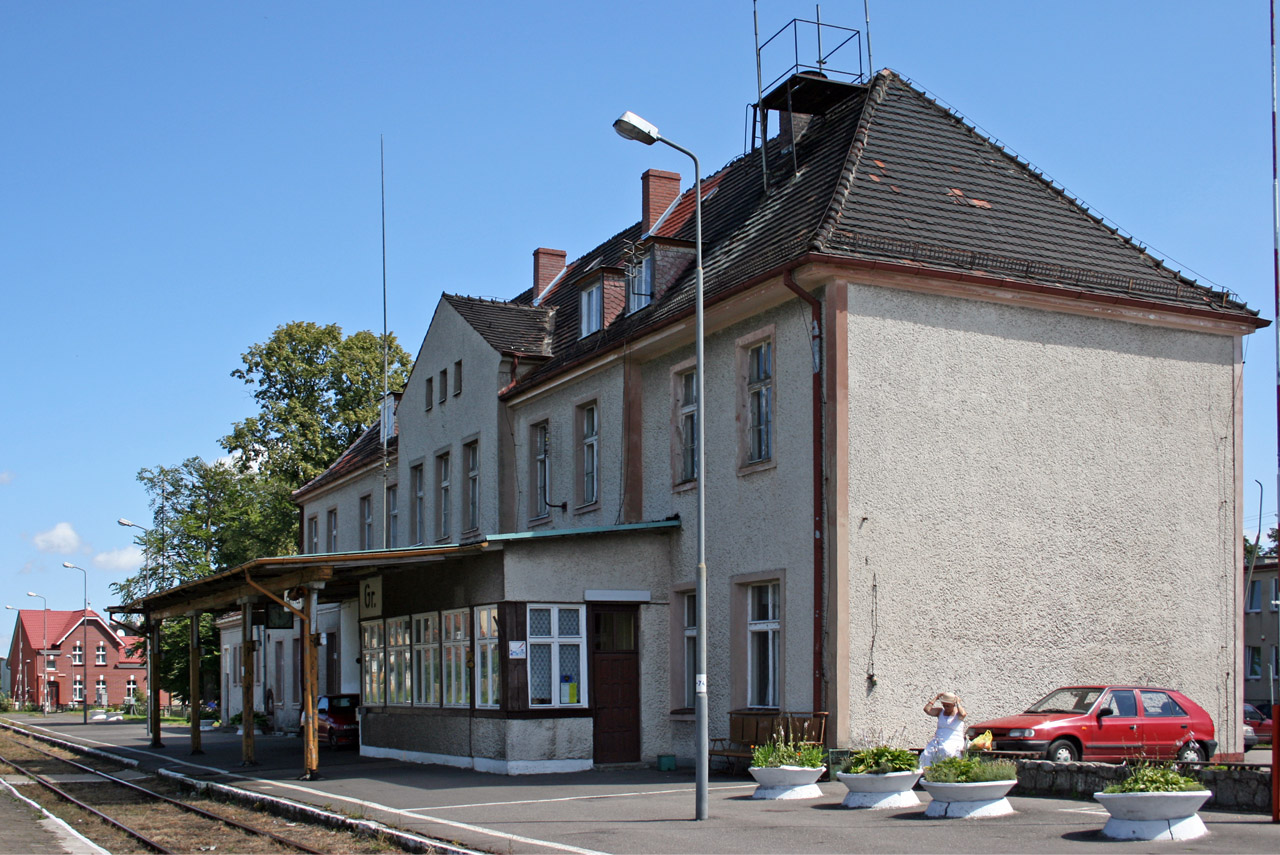
Bahnhof Gryfice

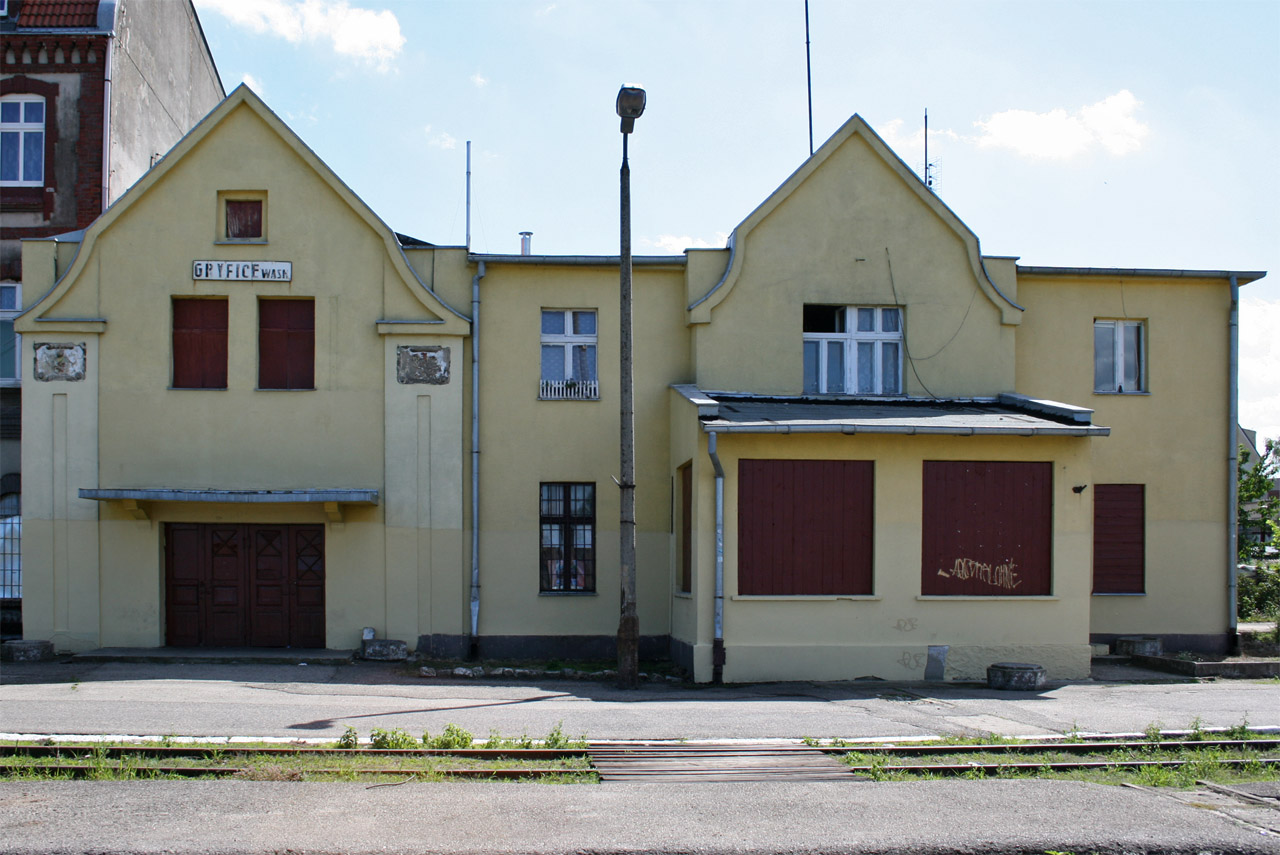
Der Kleinbahnhof in Gryfice (Greifenberg)

#### Straßen
Im Gebiet der Gmina Gryfice treffen drei Woiwodschaftsstraßen (DW) aufeinander, die die Stadt- und Landgemeinde in alle Richtungen mit den Nachbarregionen verbinden:
- DW 105: Świerzno (Schwirsen) – Gryfice – Rzesznikowo (Reselkow)
- DW 109: Płoty (Plathe) – Gryfice – Trzebiatów (Treptow a.d. Rega) – Mrzeżno ((Treptower) Deep)
- DW 110: Gryfice – Karnice (Karnitz) – Lędzin (Lensin)

Die DW 109 stellt dabei die wichtigsten Verbindungen her zur Landesstraße 6 (Stettin – Danzig, ehemalige deutsche Reichsstraße 2, heute auch Europastraße 28) bei Płoty (Plathe) einerseits, und zur Ostseebäderküste andrerseits.

#### Schienen
Innerhalb der Gemeinde Gryfice verläuft die Linie 402 der Polnischen Staatsbahn (PKP) Koszalin (Köslin) – Kołobrzeg (Kolberg) – Trzebiatów (Treptow a.d. Rega) – Gryfice – Płoty (Plathe) – Goleniów (Gollnow) mit drei Stationen: Baszewice (Batzwitz), Gryfice und Górzyca Reska (Görke a.d. Rega).
Durch das gesamte Gemeindegebiet führte seit 1896 das Bahnnetz der Greifenberger Kleinbahn mit Stationen in Gryfice (Kleinbahnhof), Popiele (Chausseehaus), Rybokarty (Ribbekardt), Wilczkowo (Völschenhagen) und Niedźwiedziska (Medewitz). In der Stadt Greifenberg (Gryfice) begegneten sich die Strecken:
- Greifenberg – Horst (Niechorze) – Treptow a.d. Rega (Trzebiatów),
- Greifenberg – Dummadel (Tapadły) – Treptow a.d. Rega,
- Greifenberg – Gülzow (Golczewo) – Kantreck (Łożnica) – Stepenitz (Stepnica).